# Anisophyllea glandulifolia
Anisophyllea glandulifolia là một loài thực vật có hoa trong họ Anisophylleaceae. Loài này được Madani mô tả khoa học đầu tiên năm 1993.